# Packington Hall (Staffordshire)

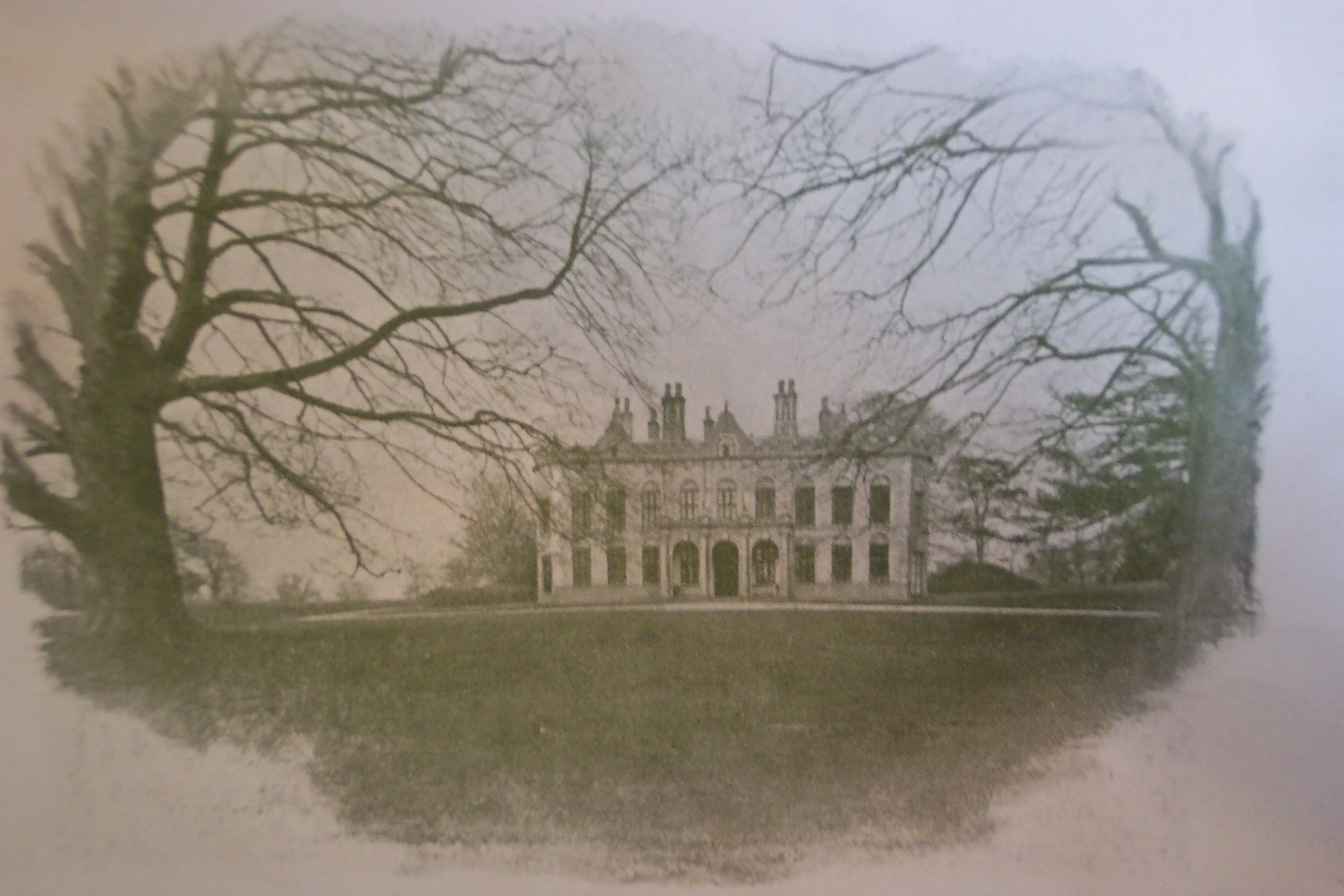
Packington Hall, Staffordshire, Sitz der Familie Levett. Foto, um 1900.

Packington Hall ist ein Landhaus etwa 3 km entfernt von Lichfield in der englischen Grafschaft Staffordshire. Das Haus, das der Architekt James Wyatt im 18. Jahrhundert entwarf, wurde ursprünglich für die Familie Babington errichtet. Dann wohnten viele Generationen der Familie Levett dort. Die Levetts hatten viele Jahre lang Verbindungen nach Whittington und ins nahegelegene Hopwas.

## Geschichte
Packington Hall wurde vermutlich im Auftrag von Zachary Babington errichtet, dessen Tochter, Mary Babington, einen Stadtangestellten von Lichfield, Theophilus Levett, heiratete. Theophilus Levett vererbte das Haus nacheinander an verschiedene Nachfahren, darunter den Parlamentsabgeordneten John Levett, Reverend Thomas Levett, den Vikar von Whittington, und Robert Thomas Kennedy Levett, Friedensrichter.
Die Familie Levett, von denen viele auch in Wychnor Hall residierten, brachten Vikare, Parlamentsabgeordnete, Barrister und Soldaten hervor. Levetts von Wychnor Hall und Packington Hall dienten auch als High Sheriff of Staffordshire. Die Familie war verwandt mit den Levetts von Milford Hall und mit der Familie Floyer von Hints Hall, den Gresleys aus Drakelow, den Arkwrights, den Disbrowes, den Wilmot-Sitwells, den Prinseps, den Repingtons, den Parkyns, den Kennedys von Culzean Castle und anderen. Die verschiedenen Levett Byways in Lichfield wurden nach der Familie benannt.
Das letzte Mitglied der Familie Levett, das in Packington Hall residierte, war Reverend Thomas Prinsep Levett, Sohn von Colonel Robert Thomas Kennedy Levett, Absolvent des Clare College in Cambridge und langjähriges Mitglied des Klerus in Richmond (North Yorkshire) und Selby Abbey. Der Reverend starb in Frenchgate (Richmond) im Jahre 1938. Der Bruder Des Reverend, Robert Kennedy Levett, studierte am Corpus Christi College (Cambridge) und wählte danach ebenfalls eine Karriere in der Kirchenverwaltung. Ein weiterer Bruder, George Arthur Monro Levett, ging auf das Christ’s College (Cambridge), nachdem er das Clifton College besucht hatte, und wurde Gutsverwalter in Kent.
Packington Hall wurde danach an den Bowdenzughersteller CTP Gills Ltd verkauft, der Zulieferteile für die Automobilindustrie herstellt. Die Fabrik war in den 1940er-Jahren in dem Landhaus untergebracht, als das Fabrikgebäude in Birmingham ausgebombt war. CTP Gills wurde 2006 an Suprajit, ein indisches Ingenieurbüro, verkauft. 2007 verließ die Gills Cables Ltd das Anwesen und zog in eine kleinere Fabrik in Tamworth um.